# Lauw
Lauw település Franciaországban, Haut-Rhin megyében. Lakosainak száma 896 fő (2022. január 1.). Lauw Bourbach-le-Bas, Sentheim, Masevaux-Niederbruck és Le Haut-Soultzbach községekkel határos.

## Népesség
A település népességének változása:
| Lakosok száma | 930  | 919  | 933  | 915  | 915  | 917  | 915  | 906  | 896  |
|               | 2013 | 2015 | 2016 | 2017 | 2018 | 2019 | 2020 | 2021 | 2022 |